# Гершт, Меер Абрамович
Ме́ер Абрамович Гершт (1908—1989) — советский театральный режиссёр.

## Биография
Родился 27 сентября (10 октября) 1908 года в Себеже (ныне Псковская область). В 1930 году окончил техникум сценических искусств в Ленинграде. В 1931—1937 годах режиссёр МКТ А. Я. Таирова, в 1938—1942 годах художественный руководитель ЧТД имени С. М. Цвиллинга, в 1946—1951 годах — Куйбышевского ДТ имени М. Горького (уволен в ходе кампании по борьбе с космополитизмом); в 1953—1956 и 1967—1969 годах главный режиссёр Воронежского АТД имени А. В. Кольцова, в 1956—1962 — Горьковского АДТ имени М. Горького, в 1965—1967 — ЛТ имени Ленинского комсомола. В 1971 году возглавил Новокузнецкий драматический театр. Ставил спектакли и в других городах. В 1979 году эмигрировал в США. Умер 15 апреля 1989 года.

## Театральные постановки
Челябинский АТД имени С. М. Цвиллинга
- 1938 — «Человек с ружьём» Н. Ф. Погодина
- 1939 — «Генеральный консул» братьев Тур и Л. Р. Шейнина; «Мария Тюдор» В. Гюго; «Бесприданница» А. Н. Островского
- 1940 — «Опасный поворот» Дж. Пристли; «Чайка» А. П. Чехова; «Кремлёвские куранты» Н. Ф. Погодина
- 1941 — «Машенька» А. Н. Афиногенова; «Заговор Фиеско в Генуе» Ф. Шиллера
- 1942 — «Русские люди» К. М. Симонова; «Батальон идёт на Запад» Г. Д. Мдивани
- «Близкое и далёкое» А. Н. Афиногенова
- «Большевик» Д. Дэля

Куйбышевский АДТ имени М. Горького
- 1947 — «Русский вопрос» К. М. Симонова
- 1948 — «Крепость на Волге» И. Л. Кремлёва (Шехтмана)
- 1950 — «Живой труп» Л. Н. Толстого
- 1951 — «Варвары» М. Горького

ГОСЕТ
- 1949 — «Под чужим именем» Б. И. Левантовской (последний спектакль перед закрытием)

Воронежский АТД имени А. В. Кольцова
- 1953 — «Порт-Артур» А. Н. Степанова и И. Ф. Попова
- 1954 — «Привидения» Г. Ибсена; «Таланты и поклонники» А. Н. Островского
- 1967 — «Интервенция» Л. Славина.

Горьковский АТД имени М. Горького
- 1957 — «Оптимистическая трагедия» В. В. Вишневского; «Интервенция» Л. И. Славина; «Обрыв» по И. А. Гончарову (совместно с Н. И. Собольщиковым-Самариным)
- 1958 — «Фальшивая монета» М. Горького
- 1960 — «Иркутская история» А. Н. Арбузова
- 1961 — «Анна Каренина» по Л. Н. Толстому

ЛТ имени Ленинского комсомола
- 1965 — «Трёхгрошовая опера» Б. Брехта
- 1967 — «Дни нашей жизни» Л. Н. Андреева
- 1945 — «Замужество» И. Л. Переца (МГЕТ)
- 1950 — «Бешеные деньги» А. Н. Островского (ЛТК)
- 1964 — «Цветок Миссисипи» Д. Керна (ЛТМК)
- 1974 — «Стакан воды» Э. Скриба

## Награды и премии
- Заслуженный деятель искусств РСФСР (20 апреля 1956)
- Народный артист РСФСР (24 марта 1960)
- Сталинская премия второй степени (1949) — за постановку спектакля «Крепость на Волге» на сцене Куйбышевского АДТ имени М. Горького[3]